# Villa Arejo
Villa Arejo es una localidad uruguaya, del departamento de Canelones, forma parte además del municipio de Canelones.

## Ubicación
La localidad se encuentra situada en la zona centro-oeste del departamento de Canelones, al sur del arroyo Canelón Chico a la altura del Paso de Colman, junto a la ruta 32 en su km 36.5 aproximadamente, y al sur del cruce de dicha ruta con la ruta 107.

## Población
Según el censo de 2011, la localidad contaba con una población de 147 habitantes.
| 41            | 36 | 230 | 407 | 119 | 147 |
| (Fuente: INE) |    |     |     |     |     |